# Mošeja Šaha Džahana, Thatta
Mošeja Šaha Džahana (urdujsko شاہ جہاں مسجد, sindsko مسجد شاهجهاني،, perzijsko مسجد شاه‌جهان), znana tudi kot Jamia Masjid iz Thatte (urdujsko جامع مسجد ٹھٹہ, sindsko شاھجھاني مسجد ٺٽو), je zgradba iz 17. stoletja, ki služi kot osrednja mošeja mesta Thatta v pakistanski provinci Sind. Mošeja velja za najbolj dovršen prikaz polaganja ploščic v južni Aziji, znana pa je tudi po geometričnem opečnem delu - dekorativnem elementu, ki je nenavaden za mošeje iz mogulskega obdobja. Zgrajena je bila med vladavino mogulskega cesarja Šaha Džahana, ki jo je podaril mestu v znak hvaležnosti in je močno pod vplivom srednjeazijske arhitekture – odsev pohodov Šaha Džahana blizu Samarkanda malo pred zasnovo mošeje.

## Lokacija
Mošeja stoji v vzhodnem delu mesta Thatta - prestolnica Sinda v 16. in 17. stoletju, preden je bila prestolnica Sinda premaknjena v bližnji Hiderabad. Stoji se v bližini nekropole Makli, ki je na Unescovem seznamu svetovne dediščine. Lokacija je od Karačija oddaljena približno 100 kilometrov.

## Ozadje
Šah Džahan je pred svojim očetom cesarjem DŽahangirjem poiskal zatočišče v Thatti, potem ko se je ta uprl svojemu očetu. Šah Džahan je bil navdušen nad gostoljubnostjo Sindov in je v znak hvaležnosti naročil gradnjo mošeje. Gradnja mošeje je bila morda delno motivirana tudi z željo, da bi pomagali ublažiti posledice uničujočega neurja, ki je prizadelo regijo leta 1637 in ki je skoraj uničilo mesto Thatta.
Šah Džahanovi pohodi v Srednji Aziji v tem obdobju so vplivali na arhitekturni slog mošeje, saj so bili timuridski vplivi uvedeni v Mogulsko cesarstvo, ko so njegove vojske pritiskale proti Samarkandu v današnjem Uzbekistanu. Kljub dejstvu, da cesar med gradnjo ni bil v regiji in zato ni bil verjetno neposredno vpleten v njeno gradnjo, njene bogate ploščice in zapletena opečna dela kažejo, da je bila financirana iz mogulske cesarske blagajne.

## Zgodovina
Perzijski napisi na mošeji kažejo, da je bila zgrajena med letoma 1644 in 1647, v času vladavine mogulskega cesarja Šaha Džahana. Vzhodni dodatek je bil dokončan leta 1659 med vladavino cesarja Aurangzeba.
Mihrab mošeje je bil sprva nepravilno poravnan z Meko. Načrtovalci mošeje naj bi se obrnili na sufijskega mistika Makhduma Nooha, ki je pokopan v bližnjem mestu Hala, da bi popravili njeno poravnavo. Ljudsko izročilo trdi, da je Makhdum Nooh nato z močjo svoje molitve čez noč popravil napako in si tako zagotovil status svetnika. Zgodovinski zapisi kažejo, da je bil mihrab mošeje dejansko obnovljen stoletje po izgradnji mošeje.

## Arhitektura
Na arhitekturni slog mošeje Šaha Džahana so odkrito vplivali turški in perzijski slogi. Za mošejo je značilno obsežno opečno zidanje in uporaba modrih ploščic, na kar so neposredno vplivali timuridski arhitekturni slogi iz Srednje Azije − od koder so prejšnji vladarji Sinda, Tarkani, prihajali pred regijo leta 1592 so ga priključili Moguli.

### Dekorativni elementi
Delo s ploščicami
Obilna uporaba ploščic velja za najbolj izpopolnjen prikaz polaganja ploščic na Indijski podcelini. Za razliko od mošeje Vazir Kana v Lahoreju, še ene mošeje iz obdobja šaha Džahana, mošeja v Thatti ne uporablja fresk.
Ploščice mošeje predstavljajo neposreden vpliv timuridskega sloga. Mošeja uporablja kobaltno modre, turkizne, manganovo vijolične in bele ploščice.
Kupola mošeje je okrašena z izvrstnimi modrimi in belimi ploščicami, razporejenimi v zvezdaste vzorce, ki predstavljajo nebesa. Na njenih stenah so kaligrafske ploščice, ki sta jih podpisala Abdul Ghafur in Abdul Šejk.
Lokacija in razporeditev ploščic kaže vpliv perzijskih Safavidov in vsebuje več barv na eni ploščici, za razliko od ploščic v Lahoreju, kjer je bila na vsaki ploščici ena barva. Uporaba večbarvnih ploščic in cvetličnih vzorcev odraža perzijske vplive Kašana.
Opečna dela
Mošeja ima obsežna opečna dela, položeno v geometrijske vzorce, kar je dekorativni element, nenavaden za mošeje iz obdobja Mogulov, in je element timuridske arhitekture, sprejet za uporabo v mošeji. Na opeko mošeje so prav tako vplivali ljudski slogi Sinda, na katere je vplivala perzijska arhitektura. Opečna dela so najbolj opazna v arkadah, ki obdajajo osrednje dvorišče, medtem ko se koncentrični obroči iz opeke uporabljajo za okrasitev podnje strani perifernih kupol.

### Postavitev
Na postavitev mošeje je morda vplivala konzervativna Humajunova mošeja v timuridskem slogu v Kačhpuri, blizu mesta Agra, v sodobni Indiji. Glavni vhod v kompleks mošeje je skozi čarbagh v perzijskem slogu ali štirikotni vrt.
Ima štiri ivane. Glavna molitvena dvorana je postavljena zahodno od osrednjega dvorišča, ki ima ivane ali portale v vsaki od štirih kardinalnih smeri. Dvorišče je pravokotne oblike in meri 51,5 krat 29,5 m. Obdajajo ga ladijske galerije, ki jih obdaja 33 lokov.
Mihrab mošeje ima preluknjane zaslone - element, ki se običajno uporablja na mogulskih pogrebnih spomenikih, vendar je nenavaden v mogulskih mošejah. Mošejo odlikuje odlična akustika; osebo, ki govori na enem koncu kupole, je mogoče slišati z drugega konca, ko govor preseže 100 decibelov. Molitve v glavni molitveni dvorani je mogoče slišati po vsej zgradbi.
Mošeja je nenavadna zaradi pomanjkanja minaretov. Ima skupno 93 kupol, kar je največ od vseh stavb v Pakistanu.

## Ohranjanje
Restavratorska dela je leta 1692 izvedel cesar Aurangzeb, leta 1812 pa tudi Murad Ali Kan Talpur. Mošeja je bila leta 1993 vpisana na poskusni Unescov seznam svetovne dediščine, vendar ni bila ohranjena po enako visokih standardih kot mošeja Vazir Kana ali mošeja Badšahi v severnem Pakistanu.